# Ceratophyllus breviprojectus
Ceratophyllus breviprojectus är en loppart som beskrevs av Liu, Wu et Wu 1966. Ceratophyllus breviprojectus ingår i släktet Ceratophyllus och familjen fågelloppor. Inga underarter finns listade i Catalogue of Life.